# Palimna
Palimna is een kevergeslacht uit de familie van de boktorren (Cerambycidae). De wetenschappelijke naam van het geslacht werd voor het eerst geldig gepubliceerd in 1862 door Francis Polkinghorne Pascoe.

## Soorten
Palimna omvat de volgende soorten:
- Palimna alorensis Breuning, 1956
- Palimna andamanica Breuning, 1935
- Palimna annulata (Olivier, 1792)
- Palimna formosana (Kano, 1933)
- Palimna fukiena Gressitt, 1951
- Palimna indica Breuning, 1938
- Palimna indosinica Breuning, 1938
- Palimna infausta (Pascoe, 1859)
- Palimna liturata (Bates, 1884)
- Palimna palimnoides (Schwarzer, 1925)
- Palimna persimilis Breuning, 1938
- Palimna rondoni Breuning, 1963
- Palimna subrondoni Breuning, 1965
- Palimna sumatrana Breuning, 1938
- Palimna yunnana Breuning, 1935